# Marco Knaller
Marco Knaller (* 26. März 1987 in Villach) ist ein österreichischer Fußballtorwart.

## Karriere
Knaller begann seine Karriere beim VfB Admira Wacker Mödling, bei dem er alle Jugendstationen durchlief und mit 17 Jahren seinen ersten Profivertrag unterschrieb. Nach der Insolvenz des Vereins wechselte er zur Saison 2007/08 zum FC Lustenau 07. Nach der Saison wechselte er zum 1. FC Kaiserslautern. Dort wurde er dritter Torwart bei den Profis und erhielt Spielpraxis in der zweiten Mannschaft. Zum 1. Juli 2012 wechselte er zum österreichischen Bundesligaaufsteiger Wolfsberger AC. Zur Saison 2013/14 ging er zum SV Sandhausen. Sein Vertrag lief ursprünglich bis 2018. Im August 2017 schloss sich Knaller dem FC Ingolstadt 04 an.
Nach drei Jahren in Ingolstadt kehrte er zur Saison 2020/21 nach Österreich zurück und wechselte zum Zweitligisten FC Wacker Innsbruck, bei dem er einen bis Juni 2022 laufenden Vertrag erhielt. Für Wacker kam er insgesamt zu 44 Zweitligaeinsätzen. Nach der Saison 2021/22 war Wacker insolvent und musste aus der 2. Liga absteigen, woraufhin Knaller den Verein mit seinem Vertragsende verließ. Der Tormann wechselte dann zur Saison 2022/23 zum Bundesligisten SK Austria Klagenfurt, bei dem er einen bis Juni 2025 laufenden Vertrag erhielt. Für Klagenfurt absolvierte er acht Partien in der Bundesliga, aus der das Team aber 2025 abstieg. Daraufhin verließ er den Verein per Vertragsende.

## Privat
Sein Vater Wolfgang (* 1961) war ebenfalls als Profifußballspieler aktiv und tritt heute vorrangig als Fußballtrainer in Erscheinung.
Seine Onkel Werner (1956–2020), Walter (* 1957), Bernhard (* 1960),  Erich (* 1964) und Hermann (* 1965) waren ebenfalls als Fußballspieler und teilweise auch als -trainer tätig. Bis auf Hermann brachten es alle seine Onkel im Laufe ihrer Karrieren zu Profieinsätzen; Hermann war zumindest auf höchster Amateurebene aktiv.
Sein Bruder Stefan (* 1988) war ebenfalls im Fußballsport aktiv, brachte es jedoch nicht über den Amateurbereich hinaus und ist heute (Stand: Dezember 2023) Athletiktrainer der zweiten Mannschaft des SK Rapid Wien.
Sein Cousin Christoph Knaller (* 1980), der Sohn seines Onkels Walter, war ebenfalls ein Profifußballspieler und ist heute unter anderem als Fußballtrainer tätig.